# Enargia fulvago
Enargia fulvago är en fjärilsart som beskrevs av Jacob Hübner 1802. Enargia fulvago ingår i släktet Enargia och familjen nattflyn. Inga underarter finns listade i Catalogue of Life.